# Apodemus uralensis
Apodemus uralensis es una especie de roedor de la familia Muridae.

## Distribución geográfica
Se encuentra en Armenia, Austria, Azerbaiyán, Bielorrusia, Bulgaria, China, Croacia, República Checa, Estonia, Georgia, Hungría, Kazajistán, Letonia, Liechtenstein, Mongolia, Polonia, Rumania, Rusia, Serbia y Montenegro, Eslovaquia, Turquía, Ucrania.